# 塔奇 (亞利桑那州)
塔奇（英語：Tahchee）是位於美國亞利桑那州阿帕契縣的一個非建制地區。該地的面積和人口皆未知。

## 地理
塔奇的座標為36°13′43″N 109°53′40″W / 36.22861°N 109.89444°W，而該地的平均海拔高度為2028米（即6653英尺）。